# أندريس بوتشي
أندريس بوتشي (بالإسبانية: Andrés Bucci)‏ هو موسيقي تشيلي، ولد في 1975.

## روابط خارجية
- أندريس بوتشي على موقع IMDb (الإنجليزية)